# Маки, Хлоя и Холли
 Хлоя Изабелла Маки (англ. Cloe Isabella Mackie) и Холли Элизабет Маки (англ. Holly Elizabeth Mackie) — британские актрисы, наиболее известные по ролям Тани и Тары в фильме «Одноклассницы». Родились 16 мая 1997 года.

## Биография
Близнецы родились в Лондоне. Их мать является гримёром, а отец — арт-директором. Хлоя на одну минуту старше Холли. Имеют двух старших братьев Рори и Билли и сестёр Зои Лиа Маки, Марианна Луиз Маки и Эйми Мегара Маки.

## Личная жизнь
Ходят в школу в северной части Лондона, и также посещают Sylvia Young Theatre School по субботам. Ранее обучались в начальной школе при церкви Англии в Кентиш-Таун. Позже перевелись в Yerbury Primary School.

## Фильмография

### Хлоя Маки
- Доморощенный (2006) короткометражка — Зоуи
- Среда (2006) короткометражка — молодая Лилия
- Смертельный номер (2007) — близняшка 1[6]
- Одноклассницы (2007) — Таня-близняшка[6]
- Одноклассницы 2: Легенда о золоте Фриттона (2009) — Таня-близняшка[6]
- Коуэн (2013) художественный фильм — Сара[6]

### Холли Маки
- Доморощенный (2006) короткометражка — Зоуи
- Смертельный номер (2007) — близняшка 2[5]
- Одноклассницы (2007) — Тара-близняшка[5]
- Одноклассницы 2: Легенда о золоте Фриттона (2009) — Тара-близняшка[5]
- Коуэн (2013) художественный фильм — Руби[5]